# Rudolf Wagner
Rudolf Wagner (vágner), slovensko-avstrijski glasbenik, skladatelj in zborovodja avstrijskega rodu, * 31. avgust 1851, Dunaj, † 26. december 1915, Maribor.

## Življnje in delo
Ljudsko šolo in 2. razreda realke je obiskoval na Dunaju, nato je študiral na dunajskem kosnervatoriju (1863–1869), med drugim tudi kontrapunkt in kompozicijo. V letih 1870–1873 služil vojaščino pri vojaški godbi in se izpopolnil v igranju na flavto, bil solo-flavtist pri orkestru Burgtheatra (1874). Nato je kot gledališki ali vojaški kapelnik delal v Budimpešti, Olomoucu, Bukarešti, Mostarju, Trstu in za kratek čas še v nekaterih drugih krajih. Leta 1881 je prišel v Maribor ter bil kapelnik gledališkega orkestra in stalno zaposlen kot organist v mariborski stolnici, ter pomožni učitelj glasbe na moškem učiteljišču (1883–1885). Po izpitu za pouk glasbe na srednjih šolah (Dunaj, 1895) je od 1896 do smrti učil na mariborski klasični gimnaziji. Bil je tudi zborovodja pevskega društva Männergesangsverein. Gibal se je predvsem v nemškem okolju in ustvarjal za takratno štajersko okolje,  politično pa se ni izpostavljal. Čeprav je bil po rodu in čustvovanju tujec, ima precej zaslug za razvoj glasbene kulture Maribora. 
Zložil je nad 250 skladb, predvsem zabavnih na nemška besedila s folklornimi motivi, operetne koračnice, motete (vse ostalo v rokopisu), pa tudi skladbe za moške zbore, kar je bilo objavljeno v tisku. Med cerkvenimi skladbami so znani številni preludiji, Fantazija za orgle, Ecce sacerdos magnus, lat. maše v klasicističnem slogu (vse v rokopisu) in cerkvene zborovske skladbe.